# Innozenz X.

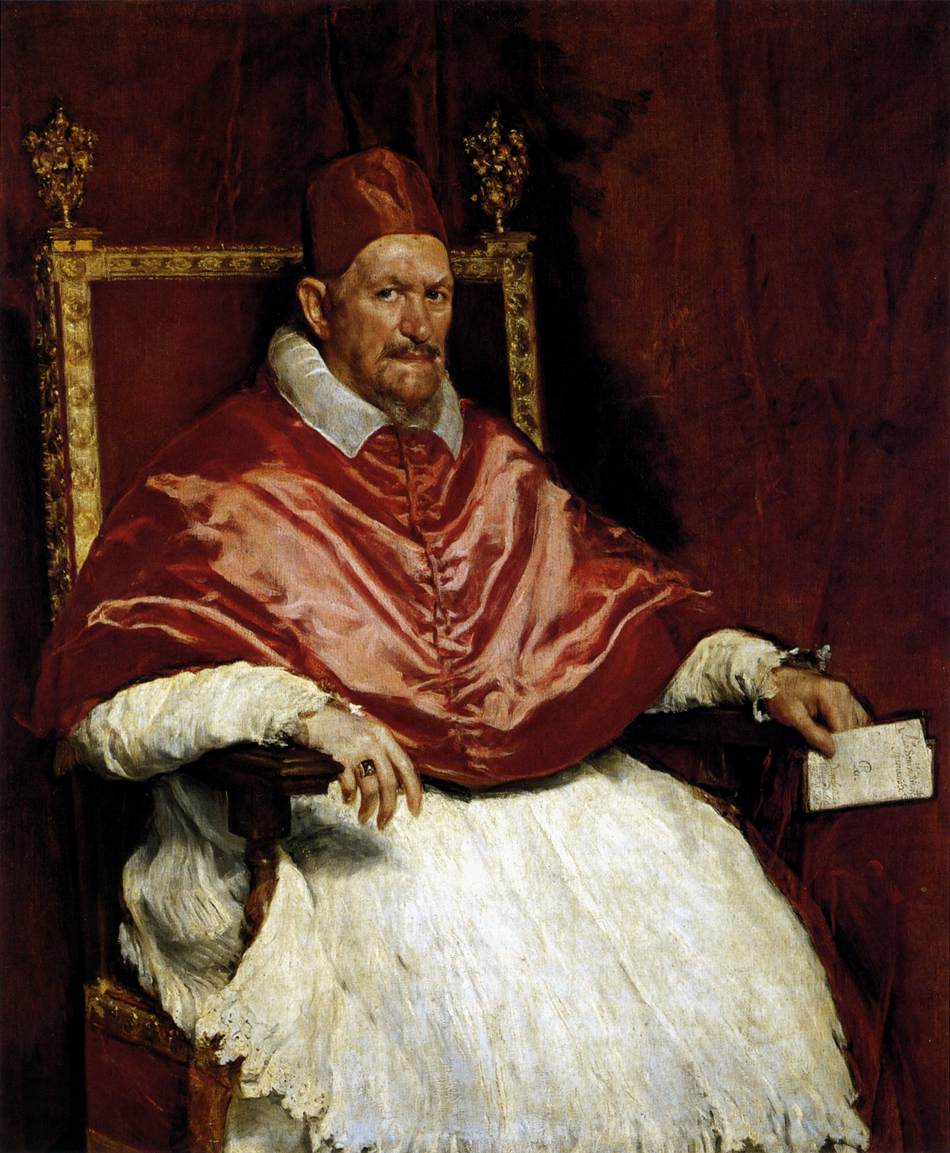
Innozenz X., Porträt von Diego Velázquez, 1649/1650

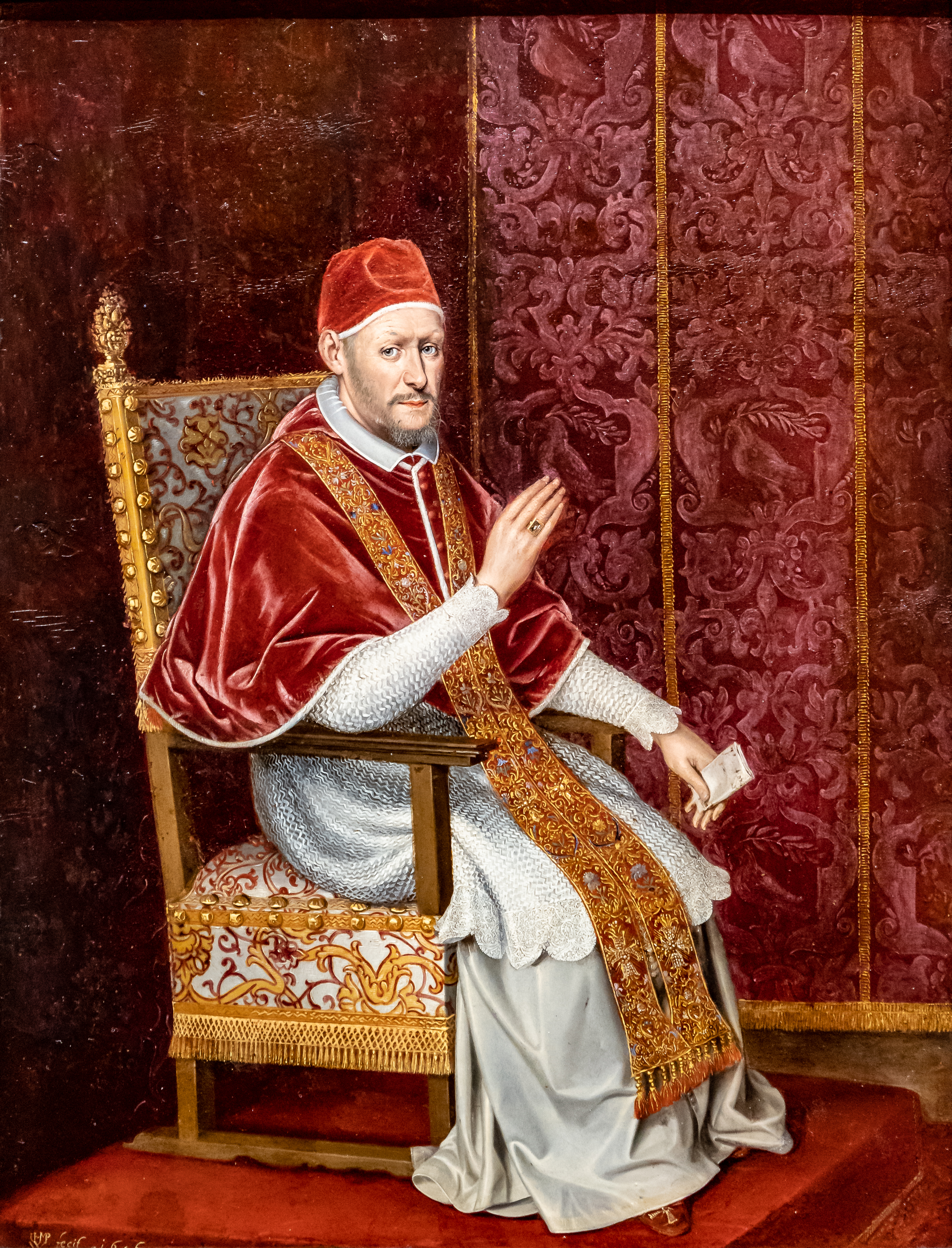
Porträt von Wolfgang Heimbach, 1646

Innozenz X. (bürgerlich Giovanni Battista Pamphilj; * 6. Mai 1574 in Rom; † 7. Januar 1655 ebenda) war von 1644 bis 1655 Papst der römisch-katholischen Kirche.

## Leben
Giovanni Battista Pamphilj wurde 1604 Auditor der Römischen Rota. Ab 1625 war er päpstlicher Legat in Frankreich und 1626 in Spanien. Im selben Jahr wurde er auch lateinischer Patriarch von Antiochien. Papst Urban VIII. nahm ihn im Konsistorium vom 30. August 1627 als Kardinalpriester von San Eusebio ins Kardinalskollegium auf. 1639 wurde er Präfekt der Konzilskongregation.
Am 15. September 1644 wurde der bereits 70 Jahre alte Kardinal Pamphilj durch das Konklave zum Papst gewählt und nahm den Namen Innozenz X. an.

## Pontifikat

Papstwappen Innozenz’ X.

Innozenz X. zog die Nepoten seines Vorgängers Urban VIII. aus der Familie Barberini zur Rechenschaft, doch diese flohen nach Frankreich zu Kardinal Mazarin. Auf dessen Einwirken hin wurde der Prozess 1646 niedergeschlagen. Indem er mit Kardinal Panciroli zuerst einen Kardinalstaatssekretär ernannte, der kein Verwandter war, und ihm dann einen weniger einflussreichen 22-jährigen Kardinalnepoten, Camillo Pamphilj, zur Seite stellte, brach Innozenz mit der Tradition, einen Neffen (Nepoten) als wichtigsten Berater zu haben. Vielleicht sollte der Papstname Innozenz („der Unschuldige“) den Bruch mit dem Nepotismus am Heiligen Stuhl ankündigen oder wenigstens auf das mittelalterliche Vorbild des Römers Innozenz III. zurückverweisen. Er machte Camillo auch zum General der päpstlichen Armee und beauftragte ihn damit, der Nepotenfamilie Farnese in Parma das Herzogtum Castro zugunsten des Kirchenstaats wieder zu entreißen. Camillo legte den Kardinalshut aber schon drei Jahre später wieder ab, um zu heiraten – sehr zum Ärger seiner Mutter Olimpia Maidalchini, der einflussreichen Schwägerin des Papstes, die ihren Sohn schon auf dem Weg zum Heiligen Stuhl gesehen hatte. Innozenz war über die mangelnde Ernsthaftigkeit, die sein Neffe der Kardinalswürde entgegenbrachte, wenig erbaut.
Während des Pontifikats Innozenz’ X. wurde 1648 der Westfälische Friede geschlossen, der den Herrschafts- und Einflussbereich der Protestanten festschrieb. Das war eine empfindliche Niederlage für die katholische Kirche, die stets die kaiserlichen Maximalforderungen (wie etwa 1629 das Restitutionsedikt) unterstützt und mit weitergehenden Forderungen noch übertroffen hatte. Der außerordentliche Gesandte des Papstes, sein künftiger Kardinalstaatssekretär (und schließlich Nachfolger) Fabio Chigi, nahm von 1644 bis 1649 in Münster an den Verhandlungen teil; dabei versuchte er, als Mediator vermittelnd zwischen den beiden Hauptparteien, Habsburg-Spanien und Frankreich-Schweden, zu wirken, scheiterte jedoch an der unnachgiebigen Haltung des Papstes, der – fern des Kriegsgeschehens und der Verwüstungen – jegliche Kompromisse zum Nachteil der katholischen Kirche ablehnte. Daher musste Chigi am Ende gegen die unterzeichnete Ausführung des Friedensvertrags protestieren und ihr seine Unterschrift verweigern, worauf auch der Papst diesen Vertrag in dem Breve Zelo domus Dei vom 26. November 1648 verurteilte.
Im Krieg gegen den Herzog von Parma eroberten seine Truppen 1649 die Stadt Castro und machten sie nach der Kapitulation dem Erdboden gleich. Ihr Gebiet wurde dem Kirchenstaat eingegliedert; an Stelle der Stadt errichtete man eine Säule mit der Aufschrift „Qui fu Castro“ („Hier stand Castro“).
In einem Breve vom 17. Dezember 1649 ordnete Papst Innozenz X. eine breitangelegte Umfrage unter allen Ordensleuten Italiens an, in der Angaben über die finanzielle und personelle Situation aller Konvente gesammelt werden sollten. Das Ergebnis dieser Datenerhebung stellt heute eine Fundgrube für die Geschichtswissenschaft dar. Marcella Campanelli hat 1987 die für diese Umfrage verfassten Berichte und Statistiken bezüglich der Theatiner ediert und ausgewertet.
Nach heutigen Kriterien „ex cathedra“ verurteilte er mit der Päpstlichen Bulle Cum occasione 1653 fünf Lehrsätze des Jansenismus als Häresie. Dies blieb ohne großen Erfolg, da die Jansenisten die Verurteilung zwar anerkannten, aber behaupteten, die Sätze stammten nicht von Jansenius.

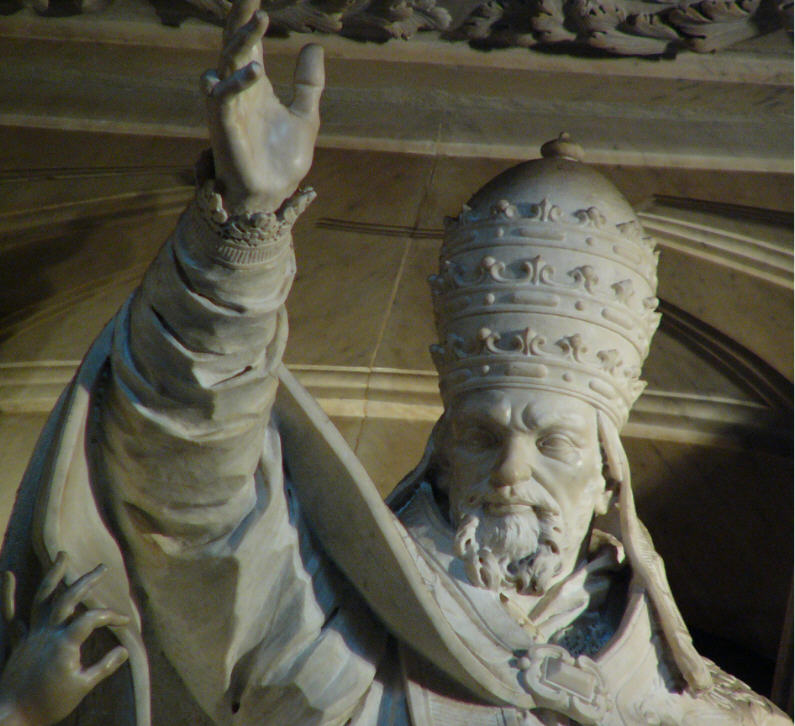
Detail des Grabmals für Innozenz X. in der Kirche Sant' Agnese in Rom

Innozenz X. wurde während seines Pontifikats sehr von seiner Schwägerin Olimpia Maidalchini beeinflusst, die sich dadurch bereichern konnte. Der Papst ließ die Familienhäuser an der Piazza Navona u. a. durch Borromini zu einem barocken Palast, dem Palazzo Pamphilj, umbauen, den er seiner Schwägerin schenkte. Neben dem Palast ließ er anstelle der mittelalterlichen Kirche Sant’Agnese in Agone einen Neubau im Barockstil errichten.
Als er im Sterben lag, ließ Kardinalstaatssekretär Chigi die zur Fürstin erhobene Olimpia nicht mehr an sein Sterbebett vor. Doch soll sie noch in seiner Sterbestunde die päpstlichen Gemächer geplündert und sich geweigert haben, eine standesgemäße Beisetzung in einer Familiengrablege zu finanzieren, da sie eine arme Witwe sei. Es soll sich drei Tage niemand um den Toten gekümmert haben, bevor Chigi ihn schließlich nahezu ohne Zeremonie im Petersdom bestatten ließ. Die sterblichen Überreste wurden 1677 nach Sant’Agnese in Agone überführt, der von Innozenz X. in Auftrag gegebenen Kirche an der Piazza Navona. Erst 1729 schuf Giovanni Battista Maini das marmorne Grabdenkmal über dem dortigen Hauptportal.
Innozenz X. ist Gegenstand eines Gemäldes des spanischen Malers Diego Velázquez. Dieser wird dafür gerühmt, in genialer Weise die Gratwanderung zwischen Schmeichelei und Realismus zu meistern; so lässt er den Pamphilj-Papst in lockerem Selbstbewusstsein thronen und zugleich den Betrachter eiskalt anblicken. Der Papst soll das Bild mit den Worten „troppo vero“ („allzu wahr“) kommentiert haben. Es ist im Palazzo Doria-Pamphilj in Rom zu besichtigen, welcher mitsamt der bedeutendsten privaten Gemäldesammlung Italiens bis heute den Nachfahren von Camillo Pamphilj gehört.